# Гельмут Мертенс
Гельмут Мертенс (нім. Helmut Mertens; 11 листопада 1917, Ессен — 17 січня 1984, Узінген) — німецький льотчик-ас винищувальної авіації, гауптман люфтваффе. Кавалер Лицарського хреста Залізного хреста.

## Біографія
Після закінчення авіаційного училища зарахований в 3-у групу 3-ї винищувальної ескадри. Учасник Німецько-радянської війни. З середини 1942 року воював у складі 1-ї групи своєї ескадри. Потім воював на Заході, де в тому числі збив 20 чотиримоторних бомбардувальників В-17 і В-24.
Всього за час бойових дій здійснив 750 бойових вильотів і збив 97 літаків, в тому числу 51 радянський.

## Нагороди
- Нагрудний знак пілота
- Залізний хрест
  - 2-го класу (1940)
  - 1-го класу (липень 1941)
- Нагрудний знак «За поранення» в чорному
- Німецький хрест в золоті (27 травня 1942)
- Лицарський хрест Залізного хреста (4 вересня 1942) — за 50 перемог.
- Авіаційна планка винищувача в золоті з підвіскою